# 库卡列娃·伦敦
库卡列娃·伦敦（英語：Kukhareva London）是一家英国女装私人时装公司，生产成衣和配饰。
该品牌由叶卡捷琳娜·库哈雷娃于2011年创立，总部位于伦敦。

## 历史
品牌创始人叶卡捷琳娜·库哈雷娃出生于乌克兰，幼年时曾在丹麦、乌克兰和英国生活，后就读于坎特伯雷的肯特学院。她大学就读于中央聖馬丁藝術與設計學院，取得纺织品设计学士学位。2009年毕业后，她在坦波丽伦敦公司工作，专注于女装，尤其是图案和印花设计。
库卡列娃·伦敦系列每两年在纽约、伦敦和巴黎的时装周期间展出。